# Brachicoma papei
Brachicoma papei är en tvåvingeart som beskrevs av Yu. G. Verves 1990. Brachicoma papei ingår i släktet Brachicoma och familjen köttflugor. Inga underarter finns listade i Catalogue of Life.